# Ваи-Лахи

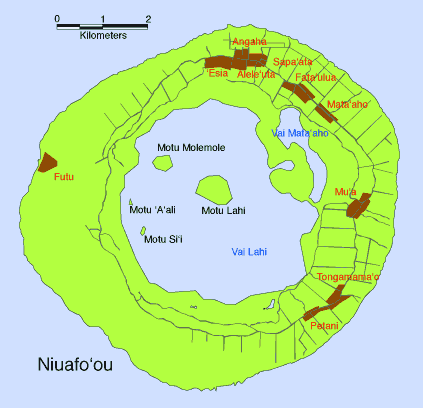
На карте видно, как населённые пункты выстроились между озером и морским берегом.

Ваи-Лахи (тонг. Vai Lahi: «Большая вода») — озеро на острове Ниуафооу, самом северном из островов Королевства Тонга. Расположено в кратере вулкана и занимает весь центр острова.

## Описание
Озеро достигает 4-5 км в поперечнике и занимает значительную часть внутренних районов острова (13,6 км²). В результате Ниуафооу внешне напоминает бублик; населённые пункты выстроились по кругу вдоль дороги, опоясывающей остров.
Исследования, проведённые в первой половине 1930-х годов Томасом Джаггаром, показали, что глубина озера составляет 84 метра. Позже было установлено, что в южной части озера глубина достигает 106 м, а в северной — 121 м.
В озере есть несколько островов, самые крупные — Лахи («Большой») и Молемоле.
Вулкан, в кальдере которого находится Ваи-Лахи, активен и время от времени извергается. В том числе, ряд сильных извержений имел место на протяжении XIX столетия. Последнее крупное извержение произошло в 1946 году, когда пришлось эвакуировать население острова (1200 человек) на Эуа, что на противоположном конце архипелага, где многие и остались жить. В 1958 году часть беженцев вернулась на Ниуафооу. После 1985 года вулкан не извергался.